# Gérard Chesnin
Gérard Chesnin, né le 27 janvier 1959 à Nantes (Loire-Atlantique), est un footballeur français jouant au poste de milieu de terrain.

## Biographie
Né à Nantes, Gérard Chesnin commence le football à Saint-Dolay, dans le Morbihan. En 1975 il fait partie de la sélection des cadets de la Ligue Atlantique.
À l'initiative du conseiller technique régional de la Ligue, il intègre la section sport études du lycée Chevrollier à Angers, où il reste une année. À 17 ans il fait ses débuts avec l'équipe première de l'US La Baule, entraînée par André Breuval, ancien avant-centre du Stade lavallois, qui lui conseille de tenter sa chance en Mayenne.
Arrivé à Laval, il entre en première scientifique au lycée Douanier Rousseau, où il fait la connaissance d'André Rouillé, professeur de philosophie et entraîneur de l'équipe réserve du Stade lavallois. Gérard Chesnin apparait d'abord épisodiquement en équipe première, avant de devenir titulaire en 1980, à la suite du départ de Raymond Keruzoré et des blessures de Patrick Delamontagne et Michel Cougé.
Michel Le Milinaire apprécie son pied gauche et sa qualité de dribble, mais note toutefois un manque d'audace dû à son jeune âge. Il signe un contrat de stagiaire de troisième année en mai 1980.
En 1981 son contrat n'est pas renouvelé et il quitte le Stade lavallois, libre. Il signe au SC Abbeville en Division 2, où il ne joue pas un seul match.
Il fait son retour dans le Morbihan en 1982, à l'UCK Vannes en Division 3, où il reste cinq saisons.
Il termine sa carrière au niveau amateur à l'US Séné. Très discret mais toujours doté d'une qualité technique incontestable, il connaît deux montées successives jusqu'en DSR. Il raccroche définitivement les crampons en 1999, à 40 ans.